# Elecciones federales de México de 1850
Las elecciones federales de México de 1850 se llevaron a cabo en dos jornadas, las elecciones primarias el 11 de agosto de 1850 y las elecciones secundarias el 8 de septiembre del mismo año. 
En ellas se renovó el cargo de presidente de la República, jefe de Estado y de gobierno de México, electo para un periodo de cuatro años con posibilidad de reelección inmediata, y del que tomaría posesión el 15 de enero de 1851. El candidato electo fue Mariano Arista.

## Resultados
|  | 42.90 % |

|  | 35.46 % |

|  | 7.80 % |

|  | 5.31 % |

|  | 4.25 % |

|  | 2.12 % |

|  | 1.06 % |

|  | 0.70 % |

|  | 0.35 % |

|  | 100 % |